# CoinMarketCap
CoinMarketCap (CMC) 是一个价格跟踪加密网站和加密数据提供商。该网站发布实时加密资产和市场数据，包括价格跟踪、加密资产市值、比特币领先水平和加密货币交换量数据。截至2021年1月，该网站提供8192种加密资产的数据。它是世界上较受欢迎的加密货币评级网站。
加密货币交易所的CMC排名细分为加密货币现货市场交易所、加密衍生品交易所和去中心化加密资产交易所（DEX）。 
CMC每月有3.5亿的页面浏览量和每日44.5万的活跃用户。

## 历史
CoinMarketCap于2013年5月由开发商Brandon Chez在他位于皇后区长岛市的公寓中创立。
2016年5月，CMC推出了第一个公共API。 
直到2017年，Chez独自在CMC工作。2017年底，他组建了一个核心团队来管理该网站。据《华尔街日报》报道，2018年CoinMarketCap成为全球流量最大的网站之一。Chez一直保持低调的公众形象，但在2018年1月情况发生了变化，《华尔街日报》的记者找到了他，并发表了一篇关于 CoinMarketCap 及其创始人的长文。 
2018年1月8日，CMC从其报价算法中删除了韩国交易所，因为那里的价格一直比其他国家高得多。CMC的决定引发了XRP市值的急剧下降，以及其他加密资产价格的下跌。 
在推特上，CMC宣布了“由于与世界其他地区的价格差异巨大且套利机会有限，它按照价格计算排除了一些韩国交易所”。Chez在给《华尔街日报》的一封信中解释说，CMC将韩国交易所除名是因为许多用户抱怨价格不准确； 但是他没想到韩国交易所排除的影响会这么大。 
2019年3月，CoinMarketCap推出了两个综合主要指数，由德国指数提供商Solactive AG计算和管理。主要CMC Crypto 200 Index (CMC200) 包括200种按市值加权的加密货币，包括比特币，因此基本上涵盖了全球90%以上的加密货币市场。CMC Crypto 200 ex BTC Index (CMC200EX) 在没有比特币影响的情况下跟踪加密资产市场的表现。 
截至2019年3月，两个CMC 加密货币基准指数已在纳斯达克、彭博终端和路孚特上市了。 
2020年4月，币安以未公开条款收购了CoinMarketCap；《福布斯》的一份报告称，这笔交易价值为4亿美元，但该数字尚未得到证实。CMC继续独立于其母公司运营。 
2021年，CoinMarketCap成为Coinbase交易所的API合作伙伴。CoinMarketCap的API提供对多个交易所的广泛区块链信息的访问。 